# Влодзімеж Ольшевський (юрист)
Влодзімеж Марія Ольшевський (пол. Włodzimierz Maria Olszewski; нар. 23 травня 1941, Краків — пом. 5 жовтня 2015, Краків) — польський юрист, суддя і адвокат, член Колегії Інституту національної пам'яті, другий і останній захисник суспільних інтересів.

## Біографія
Син Здзіслава та Зофії. Після закінчення юридичного факультету з 1964 року почав працювати в органах юстиції. Він був суддею і головою 2-го кримінального відділу апеляційного суду в Кракові. У 80-х шість років працював адвокатом, пізніше повернувся на посаду судді.
У 1981–1992 рр. був учасником робіт Центру громадянських законодавчих ініціатив «Солідарність».
У 1994–2002 рр. працював у Національній раді судочинства. Був її віцепрезидентом (з 12 березня 1996 р. по 24 березня 1998 р.), а потім головою з 16 квітня 1998 р. по 18 березня 2002 р.
У 1999-2006 рр., за рекомендацією Національного судового реєстру, був членом колегії Інституту національної пам’яті. Деякі депутати AWS (Виборча Акція Солідарність) проголосували проти його кандидатури через його попередні заяви, в яких він виступав проти створення люстраційного суду. У січні 2005 року перший президент Верховного суду Лех Гардоцький призначив Ольшевського на посаду омбудсмена з громадських інтересів, замінивши на цій посаді Богуслава Нізєнського. На цій посаді перебував до її ліквідації у березні 2007 року.
2002 року був нагороджений Командорським Хрестом Ордену Відродження Польщі.
Був похований на Раковицькому цвинтарі.